# Кашина Новелана (Милано)
Кашина Новелана је насеље у Италији у округу Милано, региону Ломбардија.
Према процени из 2011. у насељу је живело 38 становника. Насеље се налази на надморској висини од 142 м.